# William Walker
William Walker (Nashville, Tennessee, Estados Unidos, 8 de maio de 1824 - Trujillo, Honduras, 12 de setembro de 1860) foi um médico, advogado, jornalista, político e aventureiro, que organizou várias expedições militares privadas na América Latina, com a intenção de estabelecer colônias sob seu controle pessoal. É o mais conhecido dos chamados "flibusteiros" do século XIX. No México, tentou conquistar os territórios de Sonora e Baixa Califórnia, que o levou a fundar uma "república", que terminou em fracasso. Em 1855, juntamente com um grupo de recrutas conhecidos como "Os Imortais", foi para a Nicarágua, que estava envolvida em uma guerra civil e lutou ao lado do campo democrático, visando derrubar o presidente legítimo Fruto Chamorro Pérez. No entanto, a medida que avançava em suas campanhas militares, conseguiu assumir o poder através de eleições fraudulentas, no qual foi eleito como presidente da nação.
Devido à ameaça que a sua permanência na América Central representava, outros países da região lançaram uma ofensiva para expulsa-lo do território, levando à Guerra Nacional da Nicarágua e a Campanha Nacional da Costa Rica. O conflito envolveu também os Estados Unidos, o Reino Unido e o empresário Cornelius Vanderbilt.
William Walker capitulou em 1 de maio de 1857 e deixou o território da América Central. Apesar de sua derrota, organiza novas expedições para tomar a Nicarágua, mas acabou sendo baleado em Honduras. As invasões desse aventureiro contribuíram para a formação do conceito de América Latina.

## Conquista da Nicarágua

A bandeira da Nicarágua sob o regime de Walker

Na época em que não havia a Ferrovia Inter-oceânica do Panamá, concluída em 28 de janeiro de 1855, uma importante rota comercial entre as Costas Leste e Oeste dos Estados Unidos passava pela Nicarágua, na América Central. Navios oriundos do Oceano Atlântico entravam no Rio San Juan e navegavam pelo Lago Nicarágua. Pessoas e bens tinham de ser transportadas em carruagens sobre uma estreita faixa de terra perto da cidade de Rivas para chegar ao Oceano Pacífico. A exploração desta rota tinha sido concedida pela Nicarágua a uma empresa controlada por Cornelius Vanderbilt.
Em 1854, eclodiu uma guerra civil na Nicarágua entre o partido legitimista (também chamado de Partido Conservador), com sede na cidade de Granada e o Partido Democrático (também chamado de Partido Liberal), com base em León. O Partido Democrata buscou apoio militar de Walker, que, para contornar as leis de neutralidade dos EUA, fez um contrato com Francisco Castellón, presidente do Partido Democrata, para trazer trezentos "colonos" para a Nicarágua.
Estes mercenários receberiam o direito de portar armas a serviço do governo democrata. Walker partiu de São Francisco, em 3 de maio de 1855, com cerca de 60 homens.
Após o desembarque, a força foi reforçada por 170 habitantes e cerca de 100 norte-americanos, incluindo o explorador e jornalista Charles Wilkins Webber e o aventureiro inglês Charles Frederick Henningsen, um veterano da Primeira Guerra Carlista, da Revolução Húngara de 1848 , e da guerra da Circássia.
Com o consentimento de Castellón, Walker atacou os legitimistas, na cidade de Rivas, perto da rota que cruzava o istmo. Ele foi repelido, mas infligiu pesadas baixas. Em 4 de setembro, durante a Batalha de La Virgen, Walker derrotou o exército legitimista. Em 13 de outubro, conquistou a capital legitimista de Granada e assumiu o controle efetivo do país. Inicialmente, como comandante do exército, Walker governou a Nicarágua por meio de Patrício Rivas, um presidente fantoche. O presidente dos Estados Unidos, Franklin Pierce reconheceu o regime de Walker como o legítimo governo da Nicarágua em 20 de maio de 1856.
Enquanto isso, Cornelius Kingsland Garrison e Charles Morgan, então subordinados à Vanderbilt, davam apoio logístico e financeiro para manter Walker, como governante da Nicarágua, que, em troca, expropriou a empresa de Vanderbilt (com o pretexto de violação do contrato de concessão) para entregá-la a Garrison e Morgan. Indignado, Vanderbilt pressionou o governo dos EUA para retirar o seu reconhecimento ao regime de Walker.
Walker também assustava os governantes vizinhos e mantinha contatos com potenciais investidores americanos e europeus, planejando outras conquistas militares na América Central. Juan Rafael Mora, presidente da Costa Rica combateu o regime de Walker por meio da Campanha Nacional de 1856–1857.
Walker enviou o coronel Schlessinger para invadir a Costa Rica em uma ação preventiva, mas suas forças foram derrotadas na Batalha de Santa Rosa, em março 1856. Vanderbilt financiou a coalizão militar de países centro-americanos, liderados pela Costa Rica, e trabalhou para evitar que homens e suprimentos chegassem a Walker. Ele também incentivou deserções no Exército de Walker, por meio de pagamentos.
Em abril de 1856, tropas da Costa Rica e mercenários contratados por Vanderbilt invadiram a Nicarágua e infligiram uma derrota aos homens de Walker na Segunda Batalha de Rivas, na qual Juan Santamaría, que mais tarde seria reconhecido como um dos heróis nacionais da Costa Rica, desempenhou um papel fundamental.
Walker declarou-se presidente da Nicarágua, após a realização de uma eleição não contestada. Ele tomou posse em 12 de julho de 1856, e logo lançou um programa de americanização, declarando o inglês como a língua oficial e uma reorganização da moeda e da política fiscal para incentivar a imigração oriunda dos Estado Unidos.
Percebendo que sua posição foi se tornando precária, ele buscou o apoio dos sulistas dos Estados Unidos, por meio de uma campanha em defesa da escravidão dos negros, que muitos empresários sul-americanos viam como a base da sua economia agrária, portanto, ele revogou a abolição da escravatura na Nicarágua, que ocorrera em 1824.
Isso fez aumentar a popularidade Walker no Sul e atraiu a atenção de Pierre Soulé, um influente político de Nova Orleans, que fez campanha para apoiar Walker na guerra. No entanto, o exército de Walker enfraquecido por uma epidemia de cólera e deserções em massa, e não era páreo para o coligação centro-americana e agentes de Vanderbilt.
Em 1 de maio de 1857, Walker se entregou ao Comandante Charles Henry Davis da Marinha dos Estados Unidos e foi repatriado. Ao desembarcar em Nova Iorque, ele foi saudado como um herói, mas ele perdeu apoio quando responsabilizou a Marinha por sua derrota. Dentro de seis meses, ele partiu em para outra expedição, mas foi impedido pelo Comodoro Hiram Paulding.

## Morte em Honduras
Depois de escrever um relato da sua campanha na América Central (publicado em 1860 como "Guerra na Nicarágua"), Walker, mais uma vez voltou para a região. Colonos britânicos em Roatán, nas Ilhas da Bahia, temendo que o governo de Honduras faria ações para afirmar seu controle sobre eles, se aproximou de Walker com uma oferta para ajudá-lo na criação de governo separado sobre as ilhas, que adotariam o inglês como idioma oficial. Walker desembarcou no porto da cidade de Trujillo, mas logo ficou sob a custódia do Capitão Salmon da Marinha do Império Britânico, que controlava as regiões vizinhas de Honduras Britânicas (atual Belize) e a Costa dos Mosquitos (agora parte da Nicarágua) e tinha interesse estratégico e econômico na construção de um canal inter-oceânico através da América Central, e, por isso, considerava Walker como uma ameaça à sua própria atividade na região.
Ao invés de devolvê-lo para os Estados Unidos, o capitão Salmon entregou Walker às autoridades de Honduras, que, em 12 de setembro de 1860, o fuzilaram perto de um local onde atualmente existe um hospital. Walker tinha 36 anos, e foi enterrado no Cementerio Viejo, em Trujillo.

## Influência e reputação
William Walker havia convencido muitos sulistas que seria desejável criar um império escravista na América Latina tropical. Em 1861, John J. Crittenden, então Senador nos Estados Unidos, propôs que o paralelo 36°30'N deveria ser declarada como uma linha de demarcação entre territórios livres e escravos, alguns republicanos denunciaram essa tese, dizendo que "seria equivalente a um pacto perpétuo de guerra contra todo o povo, tribo e Estado situado entre aqui e a Terra do Fogo.
Até o final da Guerra de Secessão, Walker gozava de grande popularidade no sul e no oeste dos Estados Unidos, onde era conhecido como "General Walker" e, como o "o homem do destino". Nortistas, por outro lado, geralmente o consideravam como um pirata. Apesar de sua inteligência e charme pessoal, Walker sempre mostrou ser um líder militar e político limitado. Ao contrário dos homens de ambição semelhante, como Cecil Rhodes, o planejamento grandioso de Walker falhou.
Nos países da América Central, a bem-sucedida campanha militar entre 1856 e 1857 contra William Walker se tornou uma fonte de orgulho e identidade nacional, e mais tarde foi promovido pelos políticos e historiadores locais e políticos como o substituto para a guerra de independência, que a América Central não tinha experimentado. O 11 de abril é feriado nacional na Costa Rica em memória da derrota de Walker em Rivas. Juan Santamaría, que desempenhou um papel fundamental nessa batalha, é honrado como o herói nacional da Costa Rica.
Apesar de Walker ser muito mais lembrado hoje na América Central, do que nos Estados Unidos, ele é lembrado em sua cidade natal: Nashville no Tennessee, onde é lembrado como a única pessoa que nasceu naquela cidade e chegou a ser Chefe de Estado, e um marco identifica seu local de nascimento, no centro, não muito longe da Segunda Avenida.
As Campanha de Walker inspiraram dois filmes, ambos tomam liberdades consideráveis com a sua história: Queimada!, de 1969, estrelado por Marlon Brando, e Walker, de 1987, estrelado por Ed Harris.
Walker é o nome é usado para o personagem principal em Queimada!, embora o personagem não tenha a intenção de representar um William Walker histórico que e é retratado como um britânico que apóia uma rebelião de escravos negros.
Por outro lado, o Walker do filme de 1987, dirigido por Alex Cox, se refere ao Walker histórico.
Curiosamente, o embaixador dos Estados Unidos em El Salvador entre 1988 e 1992 chamava-se William G. Walker, fato que considerado irônico por alguns na América Central
Em sua trilogia ficção científica/viagem no tempo, que começa com A Ilha no mar do tempo , o escritor S. M. Stirling deu o nome de William Walker para o principal antagonista da série, um tenente da Guarda Costeira dos Estados Unidos que vai renegado e utilizações tecnológicas vantagens para esculpir seu próprio império de Idade do Bronze da Europa e do Oriente Médio.
No jogo de RPG "Terras alternativas", uma das Terras hipotéticas tem o seu ponto de divergência no momento em que Walker decidiu revogar a licença da Companhia de Trânsito Interoceânico de Vanderbilt. Nesta história hipotética, Walker decide apoiá-lo, e como resultado, ele permanece como o presidente da Nicarágua, conquista a maioria da América Central e apoia a Confederação na Guerra Civil Americana, que termina com a vitória do Sul e da divisão oficial dos Estados Unidos da América em dois países diferentes.